# Gambeya taiensis
Espèce
Statut de conservation UICN

 LC  : Préoccupation mineure
Gambeya taiensis est une espèce d'arbre de la famille des Sapotaceae.

## Répartition
Ce taxon se rencontre dans les pays suivants : Côte d'Ivoire, Ghana, Liberia.

## Systématique
Le nom correct complet (avec auteur) de ce taxon est Gambeya taiensis (Aubrév. & Pellegr.) Aubrév. & Pellegr..
L'espèce a été initialement classée dans le genre Chrysophyllum sous le basionyme Chrysophyllum taiense Aubrév. & Pellegr..
Gambeya taiensis a pour synonyme :
- Chrysophyllum taïense Aubrév. & Pellegr.